# Gracixalus gracilipes
Gracixalus gracilipes es una especie de rana que habita en China, Laos, Tailandia y Vietnam.
Su clasificación taxonómica está actualmente en revisión.

## Distribución y hábitat
Se distribuye por el sureste de Yunnan y el centro de Guangxi, provincias del sur de China, en el norte de Vietnam y Laos, y en Doi Inthanon en Tailandia. Habita entre los 600 y 1800 m s. n. m. Su área de distribución real es probablemente más extensa, especialmente entre los núcleos de población conocidos.
Vive en bosques tropicales de hoja perenne y bosques de bambú. Pone sus huevos sobre el agua de lluvia que se acumula en la base de las hojas de algunas plantas. Los renacuajos se dejan caer en esos pequeños depósitos, donde continúan su desarrollo. No se han encontrado fuera de los bosques.

## Conservación y amenazas
La población decrece a nivel mundial aunque está categorizada como No amenazada por la UICN.
En China esta especie se considera poco común. No hay información fiable de la situación de las poblaciones del Sureste Asiático, recientemente investigadas.
Depende de la conservación de los bosques primarios, por lo que es muy susceptible a la deforestación y degradación de estos ecosistemas. La contaminación de las aguas puede suponer también una amenaza para la especie.
Todas las áreas donde se han estudiado las poblaciones mejor conocidas en el Sureste Asiático están incluidas en áreas protegidas. En China sólo una parte de su área de distribución se encuentra protegida por la Reserva Natural Nacional de Daweishan.